# 冬马由美
冬馬由美（日语：／ Tōma Yumi，1966年5月2日—），日本女性配音員、旁白。出身於東京都。身高159cm。A型血。

## 簡介
本名吉田由美（日语：吉田 由美／よしだ ゆみ，舊姓：中川（なかがわ））。丈夫為東映所屬製片人吉田龍也。原屬青二Production，現在是個人事務所有限公司ALLURE&Y （页面存档备份，存于）代表。

## 來歷
冬馬在從小希望將來可以成為表演人士者之下，高中2年級（約1984年）開始，從週日班進入經紀公司青二Production旗下聲優養成學校青二塾。1986年，冬馬她以青二塾東京校第6期學生的身份加入青二Production。
1986年以電視動畫《七龍珠》（從第28話的天下第一武道會篇開始）幫小角色配音而出道。並從同年開始播出的另一部電視動畫《聖鬥士星矢》（聲演的角色為亞基拉）是冬馬自身第一次幫要角配音。
冬馬從1988年電視動畫《變形金剛：超神 Master Force》要角剛秀太開始，經常為少年角色配音。到了1990年發行的OVA《羅德斯島戰記》為作品女主角蒂德莉特配音時，成為她為女性角色配音的契機。在那之後，冬馬為女主角或女性要角的配音機會增加。
近年來冬馬除了從事配音工作之外，另外還廣泛展開原作者和作家的活動。在這之中她曾經為自己演的作品《幸運女神》寫過同名小說。
2004年1月15日為籌備個人事務所ALLURE&Y的成立，冬馬也開始投入小說的執筆等等配音事業以外的活動。2008年12月，離開長年所屬的青二Prodoction。次年2009年1月起，正式成為有限公司ALLURE&Y （页面存档备份，存于）所屬。並同時啟動聲優部門。2012年7月1日，身為旁白的商業合作夥伴，開始與yamadax （页面存档备份，存于）合作。

## 人物
冬馬當初出道於配音業界時，大多為不同個性的少年配音，不過她很想配演少年之外的角色，並表示自己能像野澤雅子和田中真弓那樣將少年角色的演技能發揮到極致之下持續參加配音工作。直到為OVA《羅德斯島戰記》作品女主角蒂德莉特配音卻成為轉機，這也是冬馬本身也意想不到的事。
除此之外，冬馬也曾經配過貓等等動物的叫聲，如1995年電視動畫《夢幻遊戲》的玉，及2002年短篇電影動畫《皮卡皮卡的星空露營》的皮丘等等。而在錄製《幸運女神 歌唱指導座談會CD》時，冬馬在錄音前曾直接當面喊「喵」一聲。前面也提到，她表示自己相當喜歡聲演動物的角色。
除了參加動畫或遊戲配音之外，冬馬還有參加許多海外電視劇或電影的日語配音。在電影方面，曾多次過擔任韓國女演員金荷娜主演或參演作品。電視影集方面，曾在長壽影集《聖女魔咒》為主角哈里威3姊妹中的二姐派普進行日語配音。
擁有實用英語技能檢定3級、國際聯合共用語言檢定英語部門C級、色彩檢定3級的專業資格。討厭的食物是薑。

## 演出
粗體字表示主要角色。

### 電視動畫
1986年
- 七龍珠（辣妹C、偷东西的小男孩）
- 聖鬥士星矢（亞基拉、天鵝座冰河（日语：白鳥星座の氷河）〈少年時期〉、仙女座·瞬（日语：アンドロメダ星座の瞬）〈少年時期〉）

1988年
- 美味大挑戰（F、小孩A、北村朋惠、精次的妻子）
- 奇天烈大百科（乙梨〈第2代〉、女客人A、女孩子、電話聲音）
- 鬼太郎 (第3作)（宏）
- 城市獵人2（美佐）
- 麵包超人（螢姬〈初代〉、梅子妹妹〈初代〉）
- 變形金剛：超神 Master Force（剛秀太／指揮官）
- 甜蜜小天使 (1988年版)（富士子老師、田中京子）
- 比利犬（日语：ビリ犬）（美少女）

1989年
- 超能力魔美（千秋、小孩、少年、千里）
- 搞怪刑事（日语：がきデカ）（栃之介）
- 奇天烈大百科（成代）
- 獸神萊卡（早苗、亞紀）
- 變形金剛V（伊爾米娜、克朗普〈初代〉、剛秀太）
- 七龍珠Z（洛姆、蛇姬的家臣 等）
- 魔動王（崇）
- YAWARA！（日陰今日子、清水 等）

1990年
- 大耳鼠（基金會會員、宇奈木夫的姊姊）
- 神通小精靈（河合伊代菜[11]）
- 魔神英雄傳2（EX人、王子、渡津海、約莉亞）
- 夠了！阿太郎 (1990年版)（日语：もーれつア太郎）（百合）
- 長腿叔叔（女醫生、孤兒、女學生、彼特〈第2代〉）
- 黑色推銷員（刈谷麻子）

1991年
- 機甲警察金屬傑克（克羅拉）
- 勇者鬥惡龍 達伊的大冒險 (1991年版)（小吱／小米[12]、艾咪）
- 哆啦A夢 (大山羨代版)（山之心）
- 妙妙殭屍（日语：どろろんぱっ!）（信子老師）
- 21衛門（魯那）

1992年
- 妙廚老爹（木村夢子[13]、貝音、三浦千繪、根子田空悟）
- 元氣爆發（女）
- 勇者傳說達鋼（淑女粉紅／山本粉紅／魔術粉紅）
- 校園七大不可思議神秘事件（日语：ハイスクールミステリー学園七不思議）（白幡文子）
- 緞帶魔法姫（聖結花）
- 法蘭德斯之犬 我的帕特拉許（日语：フランダースの犬 ぼくのパトラッシュ）（艾洛兒）
- 神采飛揚（羽生惠）
- 超時空保姆（山口美奈子）

1993年
- 機動戰士V鋼彈（卡琳嘉·沃格、艾蓮娜）
- 蠟筆小新（木村）
- 超電動機械人 鐵人28號FX（莉莎）
- 小小男子漢（真理子、三之宮茜）
- 美少女戰士R（安／銀河夏美）
- 奇蹟☆女孩（艾瑪·溫斯頓〈第2代〉）

1994年
- 奇天烈大百科（おちゃっぴい）
- 機動武鬥傳G鋼彈（瑪莉亞露絲、母親）
- 飛天少女豬（漂亮小泉）
- 七海的堤可（泰利·塔夫特）
- 魔法騎士雷阿斯（菲利歐〈幼年時期〉）

1995年
- 動畫世界的童話（日语：世界名作童話シリーズ ワ〜ォ!メルヘン王国）（少女）
- 怪盜Saint Tail（廣海）
- 蠟筆小新（紅美智子）
- 近所物語（中須茉莉子）
- 新機動戰記鋼彈W（莎莉·鮑[14]、德利安婦人）
- 秀逗魔導士（希爾菲兒·那魯斯·萊塔）
- 夢幻遊戲（本鄉唯、玉）
- 羅密歐的藍天（漢娜）

1996年
- 無家可歸的孩子蕾米（亞瑟）
- 黃金勇者合體（蕾蒂莉卡·德·雷傑多拉王）
- 機動新世紀鋼彈X（塞莉亞·蘇）
- 秀逗魔導士NEXT（希爾菲兒·那魯斯·萊塔）

1997年
- CLAMP學園偵探團（樹）
- 深海人魚傳說（日语：深海伝説MEREMANOID）（米絲提·喬）
- 中華一番！（顏麗）
- 怪博士與機器娃娃 (1997年版)（笑彈大王的小孩）
- 貓狐警探（日语：はいぱーぽりす）（笹原夏姬的母親）
- 神奇寶貝（聖代〈優藤聖代〉、五月、櫻花的伊布→太陽伊布、急凍鳥 等）
- 超魔神英雄傳（炎之鳳凰）
- 名偵探柯南（佐佐木瞳）

1998年
- 幸運女神 小不隆咚便利多多（兀兒德）
- 動畫版 男人真命苦 ～寅次郎勿忘我～（莉莉[15]）
- 庫洛魔法使（斯比奈魯·太陽（偽裝形態）[16]）
- 星際牛仔（溫）
- 時空偵探（TP淑女）
- 熱沙霸王甘達拉（日语：熱沙の覇王ガンダーラ）（米雪兒）
- 機動神腦（奈奇·蓋茲）
- 危險調查員（納塔莉老師）
- 遊☆戲☆王（姬小路薰子）
- 失落的宇宙（史泰拉）

1999年
- Arc The Lad II（日语：アークザラッドII）（艾莉絲）
- 伊甸少年（魯格魯、帕蕾拉）
- 週刊故事樂園（日语：週刊ストーリーランド）（輝耀姬）
- 傀儡師左近（船橋葉月）
- 鋼鐵天使（米海爾）
- 神八劍傳（日语：神八剣伝）
- ∀鋼彈（泰特斯·哈雷、琳達·哈雷）

2000年
- GEAR戰士電童（賽兒）
- 時空母艦2000 怪盗閃亮超人（日语：タイムボカン2000 怪盗きらめきマン）（露寶）
- 手塚治虫消失了!? 20世紀最後的怪事件（日语：手塚治虫が消えた!? 20世紀最後の怪事件）（寶馬王子（日语：サファイア (リボンの騎士)）[17]、火鳥[17]）
- 嬰兒菲力貓（日语：ベイビーフィリックス）（幼年時期的菲力貓）
- 神奇寶貝特別篇 超夢！我就在這裏（日语：ポケットモンスター ミュウツー! 我ハココニ在リ）（露卡·卡森）

2001年
- 心之圖書館（百千萬理惠）
- 週刊故事樂園「水難之相」（里美）
- 超能奇兵（晩夏）
- 七虹香電擊作戰（柊七虹香[18]）
- NOIR（シルヴァーナ·グレオーネ＝イントッカービレ）
- 神奇寶貝 雷公雷的傳說（真司、瑪莉娜的胖丁）
- 我們這一家（英語老師）
- 犬夜叉（冬嵐）
- Gun Frontier（日语：ガンフロンティア (漫画)）（米子）
- 十二國記（廉麟）
- .hack//SIGN（黑爾芭）
- 哆啦A夢 (大山羨代版)（後藤夏美）
- 無敵戰鬥陀螺（水原茱蒂）
- 迷糊天使（喵喵）
- 超齡細公主（羅莎）
- 神奇寶貝超世代（美津子、沙保裡的乘龍、哈利的胖可丁 ）
- 星之卡比（羅琳老師）

2003年
- 原子小金剛 (2003年版)（卡亞）
- 海螺小姐（加代（日语：サザエさんの登場人物#放送35周年記念スペシャル））
- 灰姑娘男孩（日语：シンデレラボーイ）（蕾拉·辛蒂·白雪[19]）
- 急救超人兵團（瑪莉林·莫洛隆）
- 成惠的世界（春菜）
- 戰鬥陀螺G（水原茱蒂、記者B）
- FIRESTORM（日语：FIRESTORM (アニメ)）（吉娜）
- 神奇寶貝 Side Story（櫻花的太陽伊布、皮丘〈兄〉）
- 名偵探柯南（茱蒂·史塔林[[[Wikipedia:格式手册/链接#章節|錨點失效]]]〈少女時期〉）

2004年
- 火鳥（玉美）
- 馳風競艇王（日语：モンキーターン (漫画)）（古池亞紀）
- 馳風競艇王V（古池亞紀）

2005年
- 幸運女神（兀兒德）
- AIR（霧島聖[20]）
- 英國戀物語艾瑪（艾瑪[21]）
- 新釋 真田十勇士 The Animation（日语：新釈 眞田十勇士）（小夜[22]）
- Xenosaga THE ANIMATION（奈比莉姆）
- 櫻桃小丸子 (第2期)（美幸）

2006年
- 幸運女神 各自的羽翼（兀兒德）
- 神樣家族（神山美佐[23]）
- 蠟筆小新（相里宮）
- 戀愛天使安琪莉可 ～心甦醒之時～（聖獸之夢的守護聖梅爾）
- 超級機器人大戰OG -Divine Wars-（日语：スーパーロボット大戦OG -ディバイン・ウォーズ-）（古林彩[24]）
- 校園迷糊大王 二學期（魔法少女小舞的貓伴）
- 怪醫黑傑克21（紅蜥蜴[25]）
- 完美小姐進化論♥（小百合）

2007年
- 英國戀物語艾瑪 第二幕（艾瑪[26]）
- 鬼太郎 (第5作)（嬰兒）
- 戀愛天使安琪莉可 ～光輝的明天～（聖獸之夢的守護聖梅爾）
- 飛天小女警Z（城崎老師）
- 旁邊的兒童 我的火腿組（日语：はたらキッズ マイハム組）（柚子）
- 名偵探柯南（一倉知美）
- 農大菌物語（A.釀造用菌）

2008年
- 秀逗魔導士REVOLUTION（希爾菲兒·那魯斯·萊塔）
- 二十面相少女（美甘淑惠[27]、Q）
- 神奇寶貝鑽石&珍珠（百合）
- xxxHOLiC◆繼（女郎蜘蛛）
- 波菲的漫長旅程（蘿曼）

2009年
- 黑神 The Animation（普尼普尼、七瀨忍）
- 源氏物語千年紀 Genji（年輕女子）
- 魔法禁書目錄（芳川桔梗）

2010年
- 超級機械人大戰OG -The Inspector-（古林彩[28]）
- 名偵探柯南（笠倉那海）
- 夢色蛋糕師（霧島春江）

2011年
- 魔法禁書目錄II（芳川桔梗）
- 哆啦A夢 (水田山葵版)（美亞）

2012年
- 少女與戰車（西住志穗[29]）
- 夏雪之約（島尾美穗）
- 農大菌物語Returns（A.釀造用菌[30]）
- 軍火女王（千吉妲）
- 軍火女王 PERFECT ORDER（千吉妲）

2013年
- 魔奇少年 the kingdom of magic（米拉·蒂亞諾絲·艾爾緹米娜）

2014年
- Aikatsu！偶像活動！（三隅悅子）
- 女友伴身邊（椎名心實的母親）
- 英雄銀行（日语：ヒーローバンク）（村山紅葉）
- 名偵探柯南（瀧口奈央）
- 享用羅德斯島戰記 ～對我來說很美味嗎？～（日语：召しませロードス島戦記 〜それっておいしいの?〜）（蒂德莉特（日语：ディードリット）[31]）

2016年
- 魔奇少年 辛巴達的冒險（米拉·蒂亞諾絲·艾爾緹米娜）

2017年
- 將國戡亂記（法特瑪）

2018年
- 愛吃拉麵的小泉同學（大澤悠的母親）
- 庫洛魔法使 透明牌篇（斯比奈魯·太陽）
- 小松先生 (第2期)（妻）
- 蒼天之拳 REGENESIS（潘玉玲[32]）
- 皇帝聖印戰記（潘朵拉）

2019年
- 科學一方通行（芳川桔梗）

2020年
- 小碧藍幻想！（赫爾艾斯）

2021年
- 名偵探柯南（善田舞佳）
- 鍵等（霧島聖）

2024年
- 輪迴第7次的惡役令孃，在前敵國享受自由自在的新娘生活（米夏埃菈·羅蘭·維爾曼）

### 電影動畫
1990年
- 女戰士艾菲菈&吉里鷗菈 古德的紋章（日语：女戦士エフェラ&ジリオラ#女戦士エフェ&ジーラ グーデの紋章）（尤里安／奇里安）
- 劍之介少爺（日语：剣之介さま）（劍之介）
- 城市獵人：海灣城市之戰爭（新聞主播）
- 城市獵人：百萬美元之陰謀 （日奈子）

1991年
- 機動戰士鋼彈F91（賽西莉·菲亞查德（日语：セシリー・フェアチャイルド）[33]）
- 劇場版 神通小精靈（日语：まじかる☆タルるートくん (1991年の映画)）（河合伊代菜）
- 神通小精靈：燃燒吧！友情的魔法大戰（日语：まじかる☆タルるートくん 燃えろ!友情の魔法大戦）（河合伊代菜）

1992年
- 勇者鬥惡龍 達伊的大冒險：站起來!! 阿邦的使徒（小吱／小米）
- 勇者鬥惡龍 達伊的大冒險：突破吧!! 新生6大將軍（小吱／小米）
- （魯那）
- 神通小精靈：喜歡，喜歡，我喜歡章魚燒！（日语：まじかる☆タルるートくん すき・すき タコ焼きっ!）（河合伊代菜）

1993年
- 劇場版 美少女戰士R（琪雪妮安）
- 怪博士與機器娃娃：嗯加！愛在企鵝村（日语：Dr.スランプ アラレちゃん んちゃ!ペンギン村より愛をこめて）

1995年
- 灌籃高手：湘北最大的危機！燃起鬥志的櫻木花道（日语：スラムダンク 湘北最大の危機! 燃えろ桜木花道）（藤澤惠理）
- 起程的冒險者們 水晶國傳說（日语：クリスタニア#はじまりの冒険者たち レジェンド・オブ・クリスタニア（映画））（莉緒）

1996年
- 劇場版 近所物語（中須茉莉子）
- 勇者鬥惡龍列傳 羅德的紋章（露娜弗瑞兒）

1998年
- 新機動戰記鋼彈W Endless Waltz 特別篇（莎莉·鮑）

1999年
- 劇場版 數碼寶貝大冒險（貓之美子）
- 劇場版 神奇寶貝：夢幻之神奇寶貝 洛奇亞爆誕（急凍鳥）
- 皮卡丘的探險隊（伊布）

2000年
- 劇場版 幸運女神（兀兒德）
- 劇場版 庫洛魔法使：被封印的卡片（斯比奈魯·太陽）
- 皮丘與皮卡丘（皮丘〈兄〉）

2001年
- 劇場版 神奇寶貝：雪拉比 穿梭時空的相遇（比夏斯的狃拉）
- 皮卡丘的心跳捉迷藏（向日花怪）

2002年
- 皮卡皮卡的星空露營（皮丘〈兄〉）

2005年
- 劇場版 AIR（霧島聖）

2010年
- 劇場版 火影忍者疾風傳：失落之塔（賽拉姆）

2012年
- 超能奇兵：進化後篇QUAN（晩夏）

2015年
- 劇場版 少女與戰車（西住志穗）

### OVA
1988年
- 哭泣殺神（美津子）

1989年
- 銀河英雄傳說（韋斯特園區的少女）
- The Hard BOUNTY HUNTER（日语：ザ・ハード）（米莉安）
- 超獸機神斷空我 白熱之終章（女官）
- ProjectA子 完結篇（女學生A）
- MEGAZONE23 III（廣告旁白）

1990年
- 機動戦士SD鋼彈 MARK-IV（日语：機動戦士SDガンダム）（α·阿吉爾、小孩阿姆羅）
- 變形金剛Z（艾姆莎）
- 花之飛鳥組！2  孤獨貓大逃殺（日语：花のあすか組!#OVA2）（保奈美）
- 信箱中的明天（日语：ポストの中の明日）（中野佐智子）
- 羅德斯島戰記（蒂德莉特（日语：ディードリット））

1991年
- 一本包丁滿太郎（日语：一本包丁満太郎）（店內女性）
- INFERIUS惑星戰史外傳 CONDITION GREEN（日语：インフェリウス惑星戦史外伝 CONDITION GREEN）（巴妮·佩姬、坎蒂）
- 黑天黑地黑道情（秋野）
- 暗黑之貓（日语：ダークキャット）（阿佐谷貴子）
- 風暴戰士奧鋼（神先未知、莉布）
- 忍者龍劍傳（艾琳）
- 魍魎戰記MADARA（日语：魍魎戦記MADARA）（雅美拉）
- 叢林大戰（日语：ジャングルウォーズ）（阿比妮·葛特[34]）

1992年
- 潮與虎（井上真由子）
- 超時空要塞II：再愛一次（西爾维·吉納）
- D-1 DEVASTATOR（日语：D-1 DEVASTATOR）（進藤香）
- 天地無用！魎皇鬼（訪希深）
- 閃電霹靂車Graffiti（克蕾亞·福特蘭）
- 閃電霹靂車11（克蕾亞·福特蘭）

1993年
- 幸運女神（兀兒德、蓓兒丹娣〈幼年時期〉）
- 再造人卡辛（上月露娜）
- 怪醫黑傑克（米娜雅）
- 地球守護靈（小林輪）

1994年
- 刃牙（松本梢江）
- 湘南純愛組！（白百合桃子）
- 閃電霹靂車ZERO（克蕾亞·福特蘭）
- 火星（日语：マーズ (漫画)）（妮可）
- MAPS（日语：マップス (OVA)#1994年（KSS）版）（莉普美拉）
- 亂馬½ 校園吹起風暴！身材劇變的雛子老師（二之宮雛子（日语：二ノ宮ひな子））

1995年
- 戰少女（椎名奈美）
- 銀河少女傳說 ～哀傷的賽雷茵～（日语：銀河お嬢様伝説ユナ）（莉兒貝特·馮·紐舒萬斯坦）
- 卒業 ～Graduation～（高城麗子）
- 美幸夢遊仙境（日语：不思議の国の美幸ちゃん）（秋麗）

1996年
- 銀河少女傳說 ～深暗的仙女～（莉兒貝特·馮·紐舒萬斯坦）
- 地獄堂靈界通信（日语：地獄堂霊界通信）（吉本）
- 超人學園（日语：超人学園ゴウカイザー）（菱崎夏雅）
- 鬥神傳（日语：闘神伝）（索菲雅）
- POWER DoLLS ～歐姆尼OMNI戰紀2540～（姚飛輪）
- 夢幻遊戲（本鄉唯）
- （李琳絲）
- 閃電霹靂車 EARLYDAYS RENEWAL（克蕾亞·福特蘭）
- 閃電霹靂車SAGA（克蕾亞·福特蘭）

1997年
- 新機動戰記鋼彈W Endless Waltz（莎莉·鮑）
- 電腦戰隊VOOGIE'S★ANGEL（日语：電脳戦隊ヴギィ'ズ★エンジェル）（Teddy the Boy）
- 鋼鐵神兵 NEO（莉莎）
- 夢幻遊戲 第二部（本鄉唯）

1998年
- 魍魎游擊隊（深水陽子）
- 鐵拳 -TEKKEN-（風間準）
- 閃電霹靂車SIN（克蕾亞·福特蘭）

1999年
- 最遊記（玉面公主）

2000年
- 快打旋風ZERO -THE ANIMATION-（春麗）
- 我們是皮丘兄弟 熱氣球騷動之卷（皮丘〈兄〉）
- 我們是皮丘兄弟 派對大騷亂！之卷（皮丘〈兄〉）

2001年
- 夢幻遊戲 -永光傳-（本鄉唯）

2002年
- .hack//Liminality（日语：.hack//Liminality）（淺羽）
- 夫妻成長日記（大宮杏子）

2003年
- 水瓶戰記SagaII ～Don't forget me…～（北斗）
- .hack//GIFT（黑爾芭）

2004年
- INTERLUDE（日语：インタールード (ゲーム)）（藤之邊遙）
- 皮卡丘的夏日祭典（瑪力露麗）
- Re:甜心戰士（ブラッククロー）

2005年
- 超级機器人大戰ORIGINAL GENERATION THE ANIMATION（古林彩）

2007年
- 交響曲傳奇 THE ANIMATION 席爾瓦蘭特篇（莉芙爾·賽奇）

2008年
- 潛龍諜影2 BANDE DESSINEE（日语：メタルギアソリッド バンドデシネ）（Fortune）

2010年
- 交響曲傳奇 THE ANIMATION 迪賽雅蘭篇（莉芙爾·賽奇）
- Halo Legends（科爾塔納）
- 亂馬½ 惡夢！春眠香（日语：らんま1/2 悪夢!春眠香）（二之宮雛子）

2011年
- 幸運女神 永遠的兩人（兀兒德）
- 交響曲傳奇 THE ANIMATION 世界統合篇（莉芙爾·賽奇）

### 網路動畫
- 異域傳說 II to III a missing year ～U.M.N.被封印的真實碎片～（日语：ゼノサーガ エピソードII to III a missing year）（2006年，奈比莉姆）
- 鐵拳：血脈（2022年，妮娜·威廉斯[35]）

### 遊戲
1990年
- Golden Axe（日语：ゴールデンアックス）（亞馬遜）

1991年
- 夢幻戰士IV（艾姆·約休納·布蘭德）
- SOL-FEACE（日语：ソル・フィース）（秦貴操）[注 1]
- EFERA & JILIORA The Emblem From Darkness（日语：エフェラ アンド ジリオラ ジ・エンブレム フロム ダークネス）（朱利安）
- HELLFIRE S（日语：ヘルファイヤー#移植）（東鄉薰）
- 淑女魅影（日语：レディファントム）（辛蒂·松永）

1992年
- 銀河大小姐傳說優奈（日语：銀河お嬢様伝説ユナ）（莉兒貝特·馮·紐舒萬斯坦、水野葉子）
- Cosmic Fantasy 3 冒險少年雷（日语：コズミック・ファンタジー）（舞）
- 羅德斯島戰記（蒂德莉特（日语：ディードリット））[注 2]

1993年
- 伊蘇IV The Dawn of Ys（日语：イースIV The Dawn of Ys）（卡娜）
- VainDream（日语：ヴェインドリーム）（瑞米亞）
- CALII（塔杜奇帕）
- SUPER CHASE criminal termination（日语：スーパーチェイスクリミナルターミネーション）（南茜）
- 卒業 ～Graduation～（高城麗子）
- D-1 DEVASTATOR（日语：D-1 DEVASTATOR）（進藤香）
- 金屬天使（天野翔子、克莉斯）

1994年
- 阿爾納姆之牙 獸族十二神徒傳說（日语：アルナムの牙 獣族十二神徒伝説）（托伊）
- EMERALD DRAGON（日语：エメラルドドラゴン）（法爾納）[注 2]
- CALIII（塔杜奇帕）
- 鐵拳（妮娜·威廉斯、安娜·威廉斯）
- 魔法氣泡CD（露露（日语：魔導物語及びぷよぷよシリーズの登場人物#ルルー））
- POLICENAUTS（日语：ポリスノーツ）（艾娜·布朗）
- 女神天國（日语：女神天国）（茱莉安娜）[注 2]
- Monster Maker 闇之龍騎士（日语：モンスターメーカー）（萊兒）
- 羅德斯島戰記 英雄戰爭（蒂德莉特）
- 羅德斯島戰記II（蒂德莉特）

1995年
- 銀河大小姐傳說優奈2 永遠的公主（莉兒貝特·馮·紐舒萬斯坦）
- （露提雅·利奈特）
- （維諾娜·麥克窪爾德）
- 卒業Cross World（高城麗子）
- 鐵拳2（妮娜·威廉斯、安娜·威廉斯）
- （篠原亞衣）

1996年
- 安琪莉可Special2（日语：アンジェリークSpecial2）（占卜師梅爾）
- 現代吸血鬼（莉莉佳）
- 銀河大小姐傳說優奈FX 哀傷的賽雷茵（莉兒貝特·馮·紐舒萬斯坦）
- 銀河大小姐傳說優奈REMIX（莉兒貝特·馮·紐舒萬斯坦、水野葉子）
- 新超級機器人大戰（日语：新スーパーロボット大戦）（古林彩、卡琳嘉·沃格、富士山綠、砂原郁繪）
- Startling Odyssey II 魔龍戰爭（露提·修特勞斯）
- 傳說的皇家騎士團（卡裘亞·包威爾）
- DEAD OR ALIVE（雷芳）
- 特勤機甲隊FX（姚飛輪）
- 魔法氣泡CD通（露露）

1997年
- 阿爾納姆之翼 在燒塵之空的彼方（日语：アルナムの翼 焼塵の空の彼方へ）（托伊）
- 戀愛物語（日语：エーベルージュ）（卡斯特兒·安德西亞）
- 戀愛物語 特別篇 ～戀愛與魔法的學園生活～（瑪麗安·李斯林格）
- 妖精天堂（新橋久美）
- 銀河少女傳說3 LIGHTNING ANGEL（莉兒貝特·馮·紐舒萬斯坦、水野葉子）
- 冒險奇譚（莉莉、娜娜）
- YU-NO 在這世界盡頭詠唱愛的少女（島津澪）
- 秀逗魔導士Royal（希爾菲兒·那魯斯·萊塔）
- 卒業 Vacation（高城麗子）
- 鐵拳3（凌曉雨、妮娜·威廉斯、安娜·威廉斯）
- 心動美麗同盟（日语：ドキドキプリティリーグ#ドキドキプリティリーグ）（淺井真弓）
- 戀之千年王國（卡莫米爾·艾提巧克）
- （帕普金·直美·越谷）
- 特勤機甲隊2（亞妮塔·薛菲爾德）
- 魔城戮戰 ～四個封印～（艾瑞諾雅）
- 女神天國II（茱莉安娜）[注 3]
- 夢幻模擬戰I&II（納姆）
- 惑星攻機隊 Little Cats（戴安娜·勞德）

1998年
- 安琪莉可 天空的鎮魂曲（日语：アンジェリーク 天空の鎮魂歌）（占卜師梅爾）
- 銀河少女傳說 FINAL EDITION（莉兒貝特·馮·紐舒萬斯坦、水野葉子）
- Sequence Palladium（日语：Sequence Palladium）（唐娜梅爾·克拉斯卡恩）
- 白髮魔女 -另一種英雄傳說-（夏拉、史泰拉）[注 4]
- 新世代機器人戰記（日语：新世代ロボット戦記ブレイブサーガ）
- 異域神兵（艾蕾海姆〈原初〉、艾蕾海姆·范·霍登）
- 仙窟活龍大戰（日语：仙窟活龍大戦カオスシード）（公明紅、王蒼幻）
- 劍魂（艾薇）
- DEAD OR ALIVE ++（雷芳）
- 虹色閃爍 ～咕嚕咕嚕大作戰～（諾瓦、桃）
- 秘密戰隊V（日语：ひみつ戦隊メタモルV）（佐山捺紀）
- Prism Court（日语：プリズムコート）（辻真琴）
- 純愛騎士（日语：みつめてナイト）（萊斯·海馬）
- 真實機器人終極大戰（日语：リアルロボッツファイナルアタック）（古林彩）

1999年
- 女神戰記（蕾娜絲·瓦爾基里、普拉蒂娜）
- SD鋼彈 G世代 ZERO（塞西莉·菲亞查德、貝拉·羅那）
- 超級英雄作戰（日语：スーパーヒーロー作戦）（古林彩）
- 鐵拳 Tag Tournament（日语：鉄拳タッグトーナメント）（妮娜·威廉斯、凌曉雨）
- DEAD OR ALIVE 2（雷芳）
- 危機世代（日语：デバイスレイン）（佐伯柚流）
- 爆炸彈人2（日语：爆ボンバーマン2）（淨化之光索尼亞）
- 龍騎士傳說（日语：レジェンド オブ ドラグーン）（羅傑）

2000年
- RPG Maker 2000 樣本遊戲『花嫁之冠』（尤莉亞）
- 安琪莉可 -三重奏-（日语：アンジェリーク トロワ）（占卜師梅爾）
- SD鋼彈 G世代-F（塞西莉·菲亞查德、貝拉·羅那、索莉斯·阿爾摩尼亞）
- 超級機器人大戰α（古林彩、塞西莉·菲亞查德）
- 勇者之光 純白的預言者（エンディミオン）

2001年
- 暴走公主（日语：暴れん坊プリンセス）（蒂安娜·維克特瓦）
- AIR（霧島聖）
- 超時空之旅NEOS（日语：エクソダスギルティー）（莉莉、麗露）
- SD鋼彈 G世代-F.I.F（塞西莉·菲亞查德、貝拉·羅那、索莉斯·阿爾摩尼亞）
- 超級機器人大戰α外傳（古林彩）
- 鐵拳4（凌曉雨）
- 見羽天使（日语：てんたま） ～1st Sunny Side～（七瀨結花）
- 松本零士999 ～Story of Galaxy Express 999～（日语：松本零士999 〜Story of Galaxy Express 999〜）（平田靜子）
- 全民高爾夫3（雷拉）
- 潛龍諜影2 自由之子（Fortune）

2002年
- SD鋼彈 G世代 NEO（塞西莉·菲亞查德）
- 超級機器人大戰IMPACT（日语：スーパーロボット大戦IMPACT）（塞西莉·菲亞查德）
- 蜘蛛人2 ENTER:ELECTRO（瑪莉·珍·華生）
- 異域傳說首部曲 ［權力意志］（奈比莉姆）
- 劍魂II（艾薇）
- DEAD OR ALIVE 3（雷芳）
- .hack系列（嘉蒂妮雅、黑爾芭）
- （媽媽）

2003年
- 安琪莉可 'etoile（日语：アンジェリーク エトワール）（聖獸之夢的守護聖梅爾）
- INTERLUDE（日语：インタールード (ゲーム)）（藤之邊遙）
- 神魔預言錄（日语：ヴィーナス&ブレイブス〜魔女と女神と滅びの予言〜）（莉莉、瑪姬）
- Angelic Vale（日语：Angelic Vale）（羅瑟塔、雷比奧達）
- 天使之谷 威爾貝斯的迷宮（日语：Angelic Vale）（羅瑟塔）
- 惡魔城 無罪的嘆息（莎拉·特蘭托爾）
- 白詰草話 -Episode of the Clovers-（日语：白詰草話）（高宮艾蓮）
- 銀河遊俠 Till the End of Time（雷娜斯）
- 第2次超級機器人大戰α（貝拉·羅那）
- 交響曲傳奇（莉芙爾·賽奇、諾伊休）
- DEAD OR ALIVE XTREME BEACH VOLLEYBALL（雷芳）
- 夢幻TV 世界格鬥（日语：ドリームミックスTV ワールドファイターズ）（明日香）
- 全民高爾夫4（雷拉）
- 勝負師傳說 哲也2 玄人頂上決戰（民井）

2004年
- SD鋼彈 G世代 SEED（塞西莉·菲亞查德）
- 機動戰士鋼彈SEED 飛向永無止盡的明天（日语：機動戦士ガンダムSEED 終わらない明日へ）（珍·休士頓）
- 捷克與達斯特2（日语：ジャック×ダクスター2）（泰斯）
- 異域傳說二部曲［善惡的彼岸］（奈比莉姆）
- 異域傳說Freaks（日语：ゼノサーガ フリークス）（奈比莉姆）
- 數位惡魔傳說 天魔變（艾爾吉拉）
- 鐵拳5（凌曉雨）
- DEAD OR ALIVE ULTIMATE（雷芳）

2005年
- Another Century's Episode
- 天使之谷新傳 艾菲梅爾島綺譚（羅瑟塔）
- 劍魂III（艾薇）
- 卒業 ～Next Graduation～（高城麗子）
- 第3次超級機器人大戰α 終焉之銀河（古林彩）
- 世界傳奇 魔幻迷宮3（日语：テイルズ オブ ザ ワールド なりきりダンジョン3）
- 數位惡魔傳說 天魔變2（艾爾吉拉）
- DEAD OR ALIVE 4（雷拉）
- 重金屬閃電（日语：ヘビーメタルサンダー）（羅菈·馬爾克、心齋橋玲拉）
- 亡國之神盾2035 ～Warship Gunner～（日语：亡国のイージス2035 〜ウォーシップガンナー〜）（菊政聰美）
- 拉吉亞達物語（日语：ラジアータ ストーリーズ）

2006年
- 女神戰記 蕾娜絲（蕾娜絲·瓦爾基里、普拉蒂娜）
- 女神戰記2 希爾梅莉亞（蕾娜絲·瓦爾基里、普拉蒂娜）
- SD鋼彈 G世代 攜帶版（塞西莉·菲亞查德、貝拉·羅那）
- 異域傳說I·II（日语：ゼノサーガI・II）（奈比莉姆）
- 異域傳說三部曲［查拉圖斯特拉如是說］（日语：ゼノサーガ エピソードIII［ツァラトゥストラはかく語りき］）（奈比莉姆）
- 卒業 ～2nd Generation～（高城麗子）
- 地獄犬的輓歌 最終幻想VII（WRO副長）
- 世界傳奇 光明神話（莉芙爾·賽奇）
- DEAD OR ALIVE XTREME 2（雷芳）
- 摔角天使生存者（日语：レッスルエンジェルス サバイバー）（石川涼美、弗瑞兒鏡）

2007年
- SD鋼彈 G世代 SPIRITS（塞西莉·菲亞查德、貝拉·羅那）
- 超級機器人大戰OG ORIGINAL GENERATIONS（古林彩）
- 超級機器人大戰OG外傳（古林彩）
- 經典傳奇Vol.2（日语：テイルズ オブ ファンダム Vol.2）（莉芙爾·賽奇）
- 鐵拳6（凌曉雨）
- 長劍風暴：百年戰爭（聖女貞德）
- 飄流幻境Online（加奈子）

2008年
- 女神戰記 負罪者（蕾娜絲·瓦爾基里、普拉蒂娜）
- 神使之杖 新血（韋娜妮·比洛）
- 鋼彈無雙2（塞西莉·菲亞查德）
- 機動戰士鋼彈 鋼彈VS.鋼彈（日语：機動戦士ガンダム ガンダムVS.ガンダム）（塞西莉·菲亞查德）
- 交響曲傳奇 -拉塔特斯克的騎士-（莉芙爾·賽奇）
- 粉紅劇毒（日语：ポイズンピンク）（露提嘉）
- 摔角天使生存者2（石川涼美、弗瑞兒鏡）
- 世界毀滅 ～受引導之意志～（麥菲）

2009年
- SD鋼彈 G世代 WARS（塞西莉·菲亞查德）
- 遠隔搜查 -真實的23天-（日语：遠隔捜査 -真実への23日間-）（水谷朝露）
- 機動戰士鋼彈 鋼彈VS.鋼彈 NEXT（日语：機動戦士ガンダム ガンダムVS.ガンダムNEXT）（塞西莉·菲亞查德）
- 世界傳奇 閃耀神話 2（日语：テイルズ オブ ザ ワールド レディアント マイソロジー2）（莉芙爾·賽奇）

2010年
- Another Century's Episode:R（貝拉·羅那）
- Angelic Crest（艾薇）
- 鋼彈突擊求生戰（日语：ガンダムアサルトサヴァイブ）（塞西莉·菲亞查德）
- 鋼彈無雙3（塞西莉·菲亞查德）
- 機動戰士鋼彈 極限VS. 火力全開（日语：機動戦士ガンダム エクストリームバーサス）（塞西莉·菲亞查德）
- DEAD OR ALIVE Paradise（雷芳）
- .hack//Link（嘉蒂妮雅、黑爾芭）

2011年
- SD鋼彈 G世代 WORLD（塞西莉·菲亞查德）
- SD鋼彈 G世代 3D（塞西莉·菲亞查德）
- 女王之門 混沌螺旋（日语：クイーンズゲイト）（艾薇）
- 世界傳奇 閃耀神話3（日语：テイルズ オブ ザ ワールド レディアント マイソロジー3）（莉芙爾·賽奇）
- DEAD OR ALIVE Dimensions（雷芳）
- 超時空要塞 三角邊疆（日语：マクロストライアングルフロンティア）（西爾维·吉納）
- 無雙OROCHI 2（聖女貞德）

2012年
- 快打旋風 X 鐵拳（凌曉雨）
- 第2次超級機器人大戰OG（古林彩）
- DEAD OR ALIVE 5（雷芳[36]）
- 惡魔召喚師 靈魂駭客（日语：デビルサマナー ソウルハッカーズ）（尚美[37]）
- 英雄幻想曲（日语：ヒーローズファンタジア）（晩夏[38]）

2013年
- 音速小子失落世界（吉納）
- DEAD OR ALIVE 5 ULTIMATE（雷芳[39]）
- 交響曲傳奇 同音包（日语：テイルズ オブ シンフォニア ユニゾナントパック）（莉芙爾·賽奇）
- 魔導巧殻 ～闇の月女神は導国で詠う～（日语：魔導巧殻 〜闇の月女神は導国で詠う〜）（貝魯[40]）

2015年
- 碧藍幻想（海爾艾絲[41]）
- DEAD OR ALIVE 5 LAST ROUND（雷芳[42]）

2016年
- 女神剖析 -起源-（日语：ヴァルキリーアナトミア -ジ・オリジン-）（蕾娜絲·瓦爾基里[43]、旁白[44]）
- X-world（加拉蒂亞[45]）
- 超級機器人大戰OG THE MOON DWELLERS（古林彩）
- 方根書簡（佐佐木理子[46]）

2017年
- 星海遊俠：回憶（日语：スターオーシャン:アナムネシス）（蕾娜絲·瓦爾基里）
- 鏡光傳奇（日语：テイルズ オブ ザ レイズ）（莉芙爾·賽奇）

2018年
- 超級機器人大戰X（塞西莉·菲亞查德）
- DEAD OR ALIVE Xtreme Venus Vacation（日语：デッド オア アライブ エクストリーム ヴィーナス バケーション）（雷芳）
- 方根書簡 Last Answer（佐佐木理子[47]）

2019年
- DEAD OR ALIVE Xtreme 3 Scarlet（雷芳）
- DEAD OR ALIVE 6（雷芳[48]）
- 魔法禁書目錄 幻想收束（芳川桔梗[49]）
- 超級機器人大戰X-Ω（日语：スーパーロボット大戦X-Ω）（貝拉·羅拿）
- 無雙OROCHI 蛇魔3 Ultimate（聖女貞德）

### 廣播劇CD
- 惡魔在身邊（諸星莉佳）
- animateCD精選 裝甲戰士（日语：サイバーボッツ）（瑪莉·雅）
- INFERIUS惑星戰史外傳 CONDITION GREEN（日语：インフェリウス惑星戦史外伝 CONDITION GREEN）（巴妮·佩姬、坎蒂）
- 稍微帶點色情的恐怖驚魂夜（真理）
- KEY THE METAL IDOL RADIO PROGRAM #2「家族」（黑木桃子）
- 機甲警察金屬傑克 PARTY JACK
- 格鬥天王'94（金）
- G奇幻漫畫CD精選 火焰之紋章 暗黑龍與光之劍（帕歐拉（日语：マケドニア白騎士団#ペガサスナイト三姉妹）[50]）
- 十二國記 夢三章（廉麟）
- Zill O'll INFINITE（日语：ジルオール） 原聲廣播劇 -Original Drama（卡魯拉）
- 快打旋風II 春麗飛翔傳說（春麗[50]）
- 快打旋風II 復仇的戰士（春麗[50]）
- 快打旋風II 魔人的肖像（春麗[50]）
- （草露雪）
- 卒業&卒業II 卒業少女全員集合！（高城麗子）
- 殭屍屋麗子（日语：ゾンビ屋れい子）（百合川咲）
- TARAKO PAPPARA PARADISE（羔）
- 兵蜂PARADISE（達露菲）
- Twinkle Saber NOVA（日语：ティンクルセイバー#ドラマCD）（不和久遠）
- 皇龍騎士團（西希雅）
- 百鬼夜行抄（飯島司）
- 夢幻遊戲 玄武開傳（女宿的母親）
- 閃電霹靂車系列（克蕾亞·福特蘭）
  - 閃電霹靂車 PICTURELAND4 SOME DAY
  - 閃電霹靂車 PICTURELAND5 蒸氣城的對決！
  - 閃電霹靂車SAGA ROUND3 
  - 閃電霹靂車SAGA ROUND5 SAKURA
  - 閃電霹靂車 SAGAII ROUND1 
  - 閃電霹靂車 SAGAII ROUND2 
  - 閃電霹靂車 SAGAII ROUND3 
  - 閃電霹靂車 SAGAII ROUND4 LADY!!
- 魔法氣泡 腦～天SPECIAL（露露）
- Popful Mail（日语：ぽっぷるメイル）系列
  - Popful Mail Paradise（羔）
  - Popful Mail The Next Generation（羔）
- 魔界學園III 完結篇（虛空院幽鬼）
- 魍魎戰記MADARA 摩陀羅 轉生篇（日语：魍魎戦記MADARA）（伏姬麒麟）
- 魔乳秘劍帖（魔乳影房）
- Sound Picture Box 超夢的誕生（日语：サウンドピクチャーボックス ミュウツーの誕生）（宮本）
- CD書 鐵拳對鋼拳（女孩子）
- 羅德斯島戰記系列（蒂德莉特（日语：ディードリット））
  - 《Comptiq》2013年12月號附贈 《Comptiq》創刊30週年紀念廣播劇CD [51]

### 外語配音

#### 演員
金荷娜
- 七級公務員（安秀智）
- 紳士的品格（徐伊秀）
- 青春漫畫（英语：青春漫画）（真月來）
- 靈（閔智媛）
- 冰雨（英语：Ice Rain）（金京敏）
- 6年之癢（英语：Lovers of Six Years）（李多真）
- 同齡家庭教師（英语：My Tutor Friend）（崔秀婉）
- Road No. 1（金秀妍）
- 寵物情人（英语：Tramps Like Us）（池恩怡）

莎拉·溫特
- 24（Kate Waner）
- 福爾摩斯與華生 (第2季)（Beth Roney）
- 疑犯追蹤（Jordan Hester）

楊采妮
- 神偷諜影（山姆）※影碟版。
- 冒險王（Yvonne）
- 花月佳期（洪欣欣）
- 梁祝（祝英台）

#### 電影
- 瘋狂謀殺計劃（英语：2 Days in the Valley）（貝琪·福克斯〈泰瑞·海契〉）
- 史前一萬年（伊芙樂〈卡蜜拉·貝兒〉）※朝日電視台版。
- 辛亥革命（唐曼柔〈王子文〉）
- 2002（丹妮爾護士〈丹妮爾·格拉漢姆〉）
- 鐵鹰戰士III：死亡陷阱（英语：Aces: Iron Eagle III） ※富士電視台版。
- 中毒（英语：Addicted (2002 film)）（何恩秀〈李美妍〉）
- 驚爆911（喬西〈克莉絲汀娜·羅肯〉）
- 美國風情畫（Laurie Henderson〈Cindy Williams〉）※BD版。
- 無語問蒼天（Penelope）
- 小鬼當街（Gilbertine〈Cynthia Nixon〉）
- 終極土匪（英语：Bandits (2001 film)）（Claire〈詹紐瑞·瓊斯 〉）※日本電視台版。
- 魔誡奇兵2（英语：Beastmaster 2: Through the Portal of Time）（Jackie Trent〈卡瑞·伍爾〉）
- 飛進未來（少年時期的Josh Baskin）※東京電視台版。
- 靈異總動員（英语：Bless the Child）（Jenna O'Connor〈Angela Bettis〉）
- 強迫入境（英语：Brokedown Palace）（Alice Marano〈克萊兒·丹妮絲〉）
- 舞國英雄譜（Jody Sawyer〈Amanda Schull〉）
- 腳踏三條船（Lorena〈羅塞莉·桑切斯〉）
- 愛情選擇題（英语：The Choice (2016 film)）（Gabby Holland〈泰莉莎·柏爾馬）
- 八月照相館（德琳〈沈銀河〉）
- 夜色（英语：Color of Night）（羅絲／里奇／邦妮〈珍·瑪奇〉）※東京電視台版。
- 全境擴散（Leonora Orantes醫師〈瑪莉安·歌迪雅〉）
- 瘋狂的心（Jean Craddock〈瑪姬·吉倫荷〉）
- 舞后（嚴正化〈嚴正化〉）
- 大敵當前（塔尼婭·切爾諾娃（英语：Tania Chernova）〈麗素·慧絲〉）※日本電視台版。
- 絕命終結站（克萊爾·瑞佛斯（英语：Clear Rivers）〈艾麗·拉特〉）※朝日電視台版。
- 絕命終結站2（克萊爾·瑞佛斯〈艾麗·拉特〉）※東京電視台版。
- 昨日今日永遠（英语：For the Boys）（少年時期的Danny Leonard〈Brandon Call〉）
- 4個朋友（英语：Four Friends (1981 film)）（Vera〈Natalia Nogulich〉、女孩子）※日本電視台版。
- 靈異大逆轉（Jessica King〈姬蒂·荷姆絲〉）
- 魔幻羅盤（Serafina Pekkala〈伊娃·格蓮〉）※朝日電視台版。
- 永遠的小熊維尼（Daphne de Sélincourt〈瑪歌·羅比〉）※DVD版。
- 養鬼吃人4：猛鬼磁場（英语：Hellraiser: Bloodline）（Angelique〈Valentina Vargas〉）※VHS版。
- 親愛的，我把孩子縮小了（英语：Honey, I Shrunk the Kids）（Amy Szalinski〈Amy O'Neill〉）※富士電視台版。
- Isolation (2015年電影)（Lydia Masterson〈翠西亞·海爾弗〉）
- 方世玉（雷婷婷〈李嘉欣〉）※DVD版。
  - 方世玉續集（雷婷婷〈李嘉欣〉）※DVD版。
- 小鬼當家（希瑟·麥卡利斯特〈克莉絲汀·明特（英语：Kristin Minter）〉）※影碟版。
- 小鬼當家2（桑德拉·麥卡利斯特〈黛安娜·瑞銀〉）※影碟版。
- 全面啟動（Mal Cobb〈Marion Cotillard〉[52]）※朝日電視台版。
- 恐怖拜訪（Carol Bennell〈妮可·基嫚〉）
- 鋼鐵人2（娜塔莎·羅曼诺夫／黑寡婦〈史嘉蕾·喬韓森〉[53]）※朝日電視台版。
- 黑色終結令（英语：Jackie Brown）（Melanie Ralston〈布莉姬·芳達〉）
- 詹姆士·龐德大戰皇家賭場（Vesper Lynd〈Eva Green〉）※朝日電視台版。
- 風騷壞姐妹（英语：Jawbreaker (film)）（Julie Freeman〈Rebecca Gayheart〉）
- 森林王子（英语：The Jungle Book (1994 film)）（凱瑟琳·“凱蒂”·布萊登〈琳娜·海蒂〉）※機內上映版。
- 虎膽警官（英语：Le Marginal）（女5、女2、男孩子、賽馬場廣播）※日本電視台版。
- 浴火英雄（英语：Ladder 49）（Linda Morrison〈傑茜達·芭瑞特〉）
- 最後的禮物（英语：Last Present）（貞妍〈李英愛〉）
- 笑傲江湖II 東方不敗2（藍鳳凰〈袁潔瑩〉）
- 鬼關燈（Sophie〈瑪莉亞·貝蘿〉）
- 真的戀愛了（Natalie〈Martine McCutcheon〉）
- 心靈角落（Stanley Spector〈Jeremy Blackman〉）
- 這不是斯巴達（Gorgo王妃〈卡門·伊萊克特拉〉
- 一個好人（Miki〈李婷宜〉）※日本電視台版。
- 血的遊戲（英语：No Retreat, No Surrender）（凱利·萊利〈凱蒂·西倫諾〉）※日本電視台版。
- 失控的陪審團（英语：Runaway Jury）（亞曼達·夢露〈瑪格麗特·摩露（英语：Marguerite Moreau）〉）
- 新宿事件（秀秀／江口結子〈徐靜蕾 〉）
- 喧鬧村的孩子們（英语：The Six Bullerby Children）（Olle）
- 飛機上有蛇（Mercedes Harbont〈Rachel Blanchard〉）
- 外星戀
- 對不起！駭到你（英语：Teaching Mrs. Tingle）（Jo Lynn Jordan〈Marisa Coughlan〉）
- 鐵達尼號（Rose DeWitt Bukater〈凱特·溫斯蕾〉）※日本電視台版。
- 虛擬世界的誘惑（英语：Virtual Obsession）（Juliet Spring〈Bridgette Wilson〉）
- 奇幻旅程（英语：Voyage of the Unicorn）（Miranda Aisling）
- 犯罪總動員（英语：Where the Day Takes You）（Heather〈Lara Flynn Boyle〉）※VHS版。
- 我是誰!?（Christine Stark〈法拉美穗〉）※東京電視台版。

#### 電視影集
- 空港城市（韓道京〈崔志宇〉）
- 火線重案組警告（Kendra〈Navi Rawat〉）
- 飛龍特攻隊（電腦的聲音）
- 聖女魔咒（Piper Halliwell〈霍莉·瑪麗·庫姆斯〉）
- 納尼亞傳奇 (1988年BBC電視影集)（Edmund Pevensie）
- 男版灰姑娘（張世恩〈韓銀貞〉）
- 孔子（南子）
- 犯罪心理 (第3季)（Lopez）
- CSI犯罪現場（第4季：Julie、第5季：Sofia）
- CSI犯罪現場：紐約 (第7季)（Alena Maybrook）
- 末世黑天使（Max Guevara〈潔西卡·艾巴〉）※DVD版。
- 神奇律師（Taylor Wethersby〈娜塔莎·韓絲翠〉）
- 歡樂滿屋（Alison）
- 歡樂家庭（Carol Anne Seaver〈Judith Barsi（幼年時期）→Tracey Gold〉）
- Kiss of Death（英语：Kiss of Death (TV drama)）（Kay Rousseau〈Louise Lombard〉）
- 流星花園（藤堂靜〈錢韋杉〉）
- 廣告狂人（Elizabeth "Betty" Draper〈詹紐瑞·瓊斯〉）
- 情婦（Sivon Dillon〈Orla Brady〉）
- 今夜布偶秀（英语：Muppets Tonight）（Darci〈Leslie Carrara-Rudolph〉、Kathy Ireland[注 5]）
- 護士當家（Amy Greenfield）
- 私人診所 (第2季)（Donna）
- 清道夫（Abby Donovan〈Paula Malcomson〉）
- 血變（Kelly Goodweather〈Natalie Brown〉）
- 超自然檔案（Brenna Dobbs）
- 危急最前線 (第4季)（英语：Third Watch）（Maria Cruz〈Tia Texada〉）
- 一年十二個男人（張德子〈崔秀琳〉）
- Twice in a Lifetime（英语：Twice in a Lifetime (TV series)）（Blair Wilson／Polly Murtaugh〈Tracey Gold〉）
- 夢幻戰警（Kaitlin Star〈Sarah Joy Brown〉）
- 白宮風雲（Katie）
- 妙警賊探
- 失蹤現場（第1季：Polley、第3季：Anew）

#### 動畫
- 夏綠蒂的網2：韋柏歷險記（Nellie〈亞曼達·拜恩斯〉）
- 快樂腳（Norma Jean〈妮可·基嫚〉）
- 大力士（英语：Hercules (1998 TV series)）（女性）
- 嚕嚕米漫遊蔚藍海岸（英语：Moomins on the Riviera）（Audrey Glamour〈Shelley Blond〉[54]）
- 長襪子皮皮 (1997年版)（Settergren夫人）

### 廣播節目
※記號表示網路廣播。
- 冬馬由美的YUMI YUME CLUB（文化放送：1995年4月－1996年3月）
- Ayers Capsule（日语：ファンタジーワールド）（TBS廣播：1996年4月－1997年3月）
- 銀河少女電波電台（文化放送：1997年10月－1998年6月）
- 廣播農大菌物語Returns 某農大放送祭！（音泉：2012年7月－2013年）
- 冬馬由美&亞瑟·朗恩斯伯里（日语：ランズベリー・アーサー）的VALKYRIE -RADIO ANATOMIA-（日语：ヴァルキリーアナトミア -ジ・オリジン-#ラジオ）（2017年－現在，文化放送[55]）

#### 廣播劇
- 玫瑰紅的結婚禮服（雅香）
- EMERALD DRAGON（日语：エメラルドドラゴン）（法爾納）
- 妖精狩獵者（賽爾西雅、波奇）
- 殺戮地帶 ～叢林戰線有異常～（嘉絲爾）
- BANANA FISH（スキップ）
- 超夢的誕生（日语：サウンドピクチャーボックス ミュウツーの誕生）（小宮本）
- 青山二丁目劇場（日语：青山二丁目劇場） 源氏物語（空蟬）

### 數位漫畫
- （2012年，花島咲）[注 6]

### 布偶劇
- 兒童布偶劇場（日语：こどもにんぎょう劇場）「長襪子皮皮」

### 廣告
- 超級任天堂機種發行遊戲 『秀逗魔導士』 電視廣告（莉娜·因巴斯）

### 電視劇
- 電視劇版 農大菌物語（A.釀造用菌）

### 電視節目
- 世紀影像
- · ～今夜、衝映像明～（旁白）
- 必拍錄影帶!! 主角就是你（日语：必撮ビデオ!!あんたが主役）（旁白）－朝日電視台

### 其它
- 限定網路Flash動畫 異域傳說 II to III a missing year ～U.M.N.被封印的真實碎片～（奈比莉姆）
- 柏青哥遊戲 Sky Love（日语：スカイラブ (パチスロ)） Love Heart
- Starlight Express（日语：スターライトエクスプレス） 1990年日本公演（Control／少年的聲演）
- 柏青哥遊戲 beatmania（日语：beatmania (パチスロ)）（茶倉）
- Takara Master Force大圖鑑（剛秀太）
- 魔法氣泡 腦～天SPECIAL（露露）
- 南關東4競馬場（日语：南関東公営競馬）（自動廣播）
- 王子Fancy Land（日语：王子ファンシーランド）
- 志摩西班牙村·（女主角·）

## 音樂作品

### 單曲
| 枚數 | 發行日期      | 單曲名稱（日文名稱） | 規格編號   |
| ---- | ------------- | -------------------- | ---------- |
| 1st  | 1995年5月25日 | 夜…                  | TKDA-70636 |
| 2nd  | 1996年1月25日 | Kissin’ the sky      | TKDA-70825 |

### 專輯
| 枚數 | 發行日期      | 專輯名稱（日文名稱） | 規格編號   |
| ---- | ------------- | -------------------- | ---------- |
| 1st  | 1994年5月25日 | 風                   | TKCA-70308 |
| 2nd  | 1994年9月1日  | EQUUS                | VPCG-84231 |
| 3rd  | 1996年4月5日  |                      | TKCA-70855 |

## 書籍
- Wild Angeles
- 小說版 幸運女神 初終 -First End-（2006年7月20日發行 ISBN 4063470032）

## 其它
- 風色組曲 ～第二樂章～（擔任原作者）

## 腳註

## 外部連結
- 冬馬由美 Official Web Site （页面存档备份，存于） （日語）—冬馬由美的官方個人網站。